# نو ارابه‌ران
نو ارابه‌ران یک ستاره است که در صورت فلکی ارابه‌ران قرار دارد.